# Kilmeage
Kilmeague (en irlandais, Cill Maodhóg) est un village à l'ouest du comté de Kildare, en Irlande,avec une population de 997 habitants.